# Philotheus Boehner
Philotheus Boehner, vlastním jménem Heinrich Boehner (1901 – 1955) byl historik středověké filosofie a člen františkánského řádu. Jako jeden z prvních badatelů 20. století zkoumal středověkou logiku. Započal práce na edici spisů Viléma Ockhama.

## Život
Narodil se v Lichtenau (ve Vestfálsku) v r. 1901. Westphalia. Do františkánského řádu vstoupil v r. 1920 (bylo mu změněno jméno na Philotheus). Následně vystudoval filosofii a získal doktorát z botaniky - jeho disertace měla název Über die thermonastischen Blutbewegegungen bei der Tulpe a pojednávala tedy o vlivu teploty na kvetení tulipánů. V r. 1927 byl jmenován knězem, ačkoliv trpěl tuberkulózou do té míry, že se zdálo, že brzy umře. Během odpočinku kvůli své nemoci začal překládat do němčiny monografii francouzského medievalisty Étienna Gilsona o sv. Bonaventurovi. Dále přeložil knihy téhož badatele o Augustinovi a Bernardovi z Clairvaux.

Ve 30. letech se stal Gilsonovým blízkým přítelem.
Během 2. světové války emigroval do Ameriky, kde na Saint Bonaventure College (dnes St. Bonaventure University) v New Yorku přednášel o františkánské filosofii. Zde se také podílel na založení Franciscan Institute (byl jeho prvním ředitelem), což je pracoviště pro výzkum dějin, spirituality a intelektuálního života františkánského hnutí. Vydává časopis Franciscan Studies, což je periodikum, ve kterém mj. vycházejí studie předních badatelů o středověké filosofii a logice pěstovaných mezi středověkými františkánskými intelektuály.

Philotheus Boehner zemřel r. 1955 na koronární trombózu.

## Dílo
Je významný především jako tvůrce latinských edic středověkých spisů, jako překladatel a jako badatel na poli středověké filosofie a logiky.

Dal impulsy k vytvoření moderní edice filosofických a theologických děl Viléma Ockhama (ta vycházela po jednotlivých svazcích mezi lety 1967 a 1988), sám editoval první dva díly Ockhamova spisu Summa logicae. Dále vytvořil edici De puritate artis logicae (delší verze, tzv. Tractatus longior), logického textu Ockhamova souputníka Waltera Burleyho.
Z Ockhamova díla dále vytvořil a přeložil reprezentativní výbor - ten vyšel po jeho smrti v r. 1955 péčí Raymonda Klibanského jako Philosophical Writings.

Zasloužil se o reinterpretaci Ockhamova odkazu v dějinách filosofie - dokázal, že do té doby rozšířená představa, že Ockham reprezentuje úpadek středověké filosofie, je jednoduše špatná a zastaralá. Také ukazuje, že vžité označení Ockhama jako nominalisty je zkreslující - Ockham vznáší tezi, že v extramentálním světě existují pouze jednotliviny, nicméně povahu universálií mají pojmy mající bytí v lidské mysli, přičemž vztah mezi věcí a pojmem je přirozený a není tedy dán konvencí. Proto je vhodnější označovat Ockhama za zastánce konceptualismu.

Publikoval také mnoho studií o středověké logice 14. století a přidružených tématech. Vrcholem této jeho činnosti je pak monografie o středověké logice Medieval Logic. An Outline of its Development from 1250 to c. 1400. Z dnešního pohledu je tato monografie sice již spíše překonaná (především se zakládá se relativně úzké pramenné základně, což ovšem pouze odráží situaci vydávání středověkých logických spisů v 50. letech), nicméně Boehner svým dílem byl jedním z iniciátorů širokého výzkumu středověké logiky, který v anglosaských zemích především u analyticky orientovaných historiků filosofie začíná v 60. letech.

### Publikace
- WILLIAM OCKHAM. Philosophical Writings. Indianapolis, 19902. Google Books
- BOEHNER, P. Medieval Logic. An Outline of its Development from 1250 to c. 1400. Manchester, 1952. Dostupné online.